# رالف فاهرمان

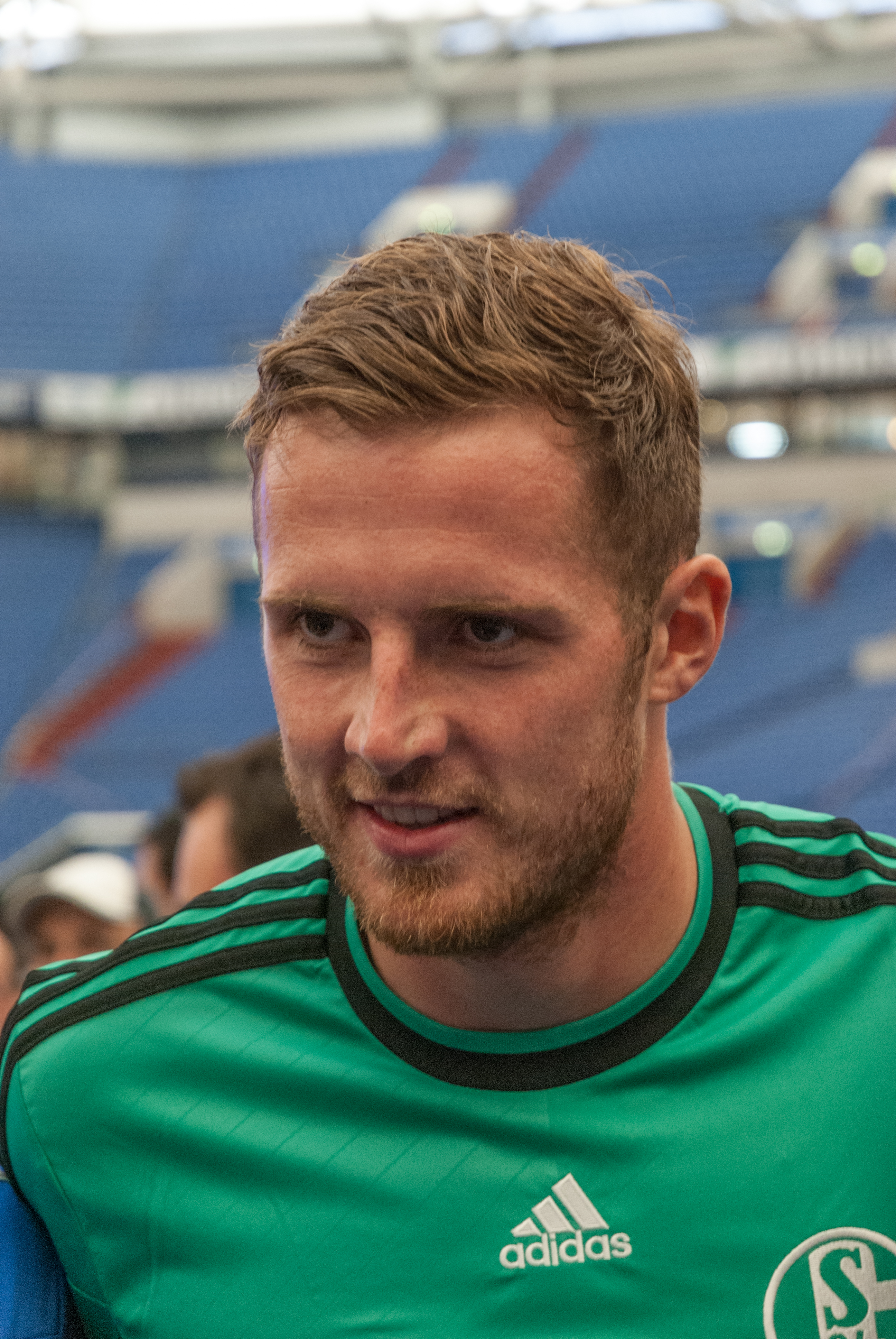

رالف فاهرمان (بالألمانية: Ralf Fährmann)‏ (مواليد 27 سبتمبر 1988 في كيمنتس - ألمانيا الشرقية) لاعب كرة قدم ألماني يلعب حاليا لصالح نادي الدرجة الأولى شالكه الألماني منذ 2011 في مركز حارس مرمى .

## روابط خارجية
- رالف فاهرمان على موقع الاتحاد الأوربي (الإنجليزية)
- رالف فاهرمان على موقع قاعدة بيانات كرة القدم.إي يو (الإنجليزية)
- رالف فاهرمان على موقع بيانات كرة القدم. دي إي (الألمانية)
- رالف فاهرمان على موقع Soccerbase.com (لاعب) (الإنجليزية)
- رالف فاهرمان على موقع Soccerway.com (الإنجليزية)
- رالف فاهرمان على موقع عالم كرة القدم.نت (الإنجليزية)
- رالف فاهرمان على موقع كووورة
- رالف فاهرمان على موقع AS.com (الإسبانية)